# BelAZ-7521
Der BelAZ-7521 (russisch БелАЗ-7521) ist ein sowjetischer Großmuldenkipper des Herstellers BelAZ, der nach dem Zerfall der Sowjetunion in Belarus noch bis 2003 gefertigt wurde.

## Historie
Anfang bis Mitte der 1970er-Jahre kaufte die Sowjetunion mehrere Dutzend schwere Muldenkipper aus US-amerikanischer Produktion für den Einsatz in den Tagebaugebieten in der UdSSR. Dies war nötig, weil bis dahin dort keine derartigen LKW der 170-200-Tonnen-Nutzlastklasse hergestellt wurden. Nach der politischen Abkühlung zwischen den Supermächten Mitte der 1970er-Jahre, forderte die sowjetische Rohstoffwirtschaft eine heimische Produktion für schwere Muldenkipper, im Speziellen für das Kohlerevier Nerjungri. Der Staatsbetrieb BelAZ wurde damit beauftragt. Somit entstanden die schweren Muldenkipper BelAZ-7519 im Jahr 1977 und der BelAZ-7521 im Jahr 1979.
Die Serienproduktion begann 1982/1983 mit dem verbesserten Modell BelAZ-75211. Die Produktion wurde nach dem Zerfall der Sowjetunion fortgesetzt und endete schließlich mit dem Modell BelAZ-75216 im Jahr 2003. Das Nachfolgemodell ist der BelAZ-7518.

## Technik
Der Muldenkipper ist allradgetrieben (4×4), erreicht maximal 50 km/h und wird von einem Dieselmotor angetrieben, der einen dieselelektrischen Antrieb speist. Der 12-Zylinder-Viertakt-Dieselmotor des Typs D49 12TschN26/26 (Д49 12ЧН26/26) von Kolomna hat einen Hubraum von 166 Litern und leistet maximal 2440 kW bei einer Drehzahl von 750–1000/min.
Die elektrischen Fahrmotoren sitzen an den Achsen und wirken über Planetengetriebe auf die Räder. Die Federung arbeitet hydropneumatisch, an beiden Achsen gibt es Stabilisatoren. Die Bremse wirkt hydraulisch auf Bremsscheiben an den Motorwellen. Die Abmessungen variieren je nach Version. Das gegen herabfallende Gegenstände gesicherte Fahrerhaus über dem Motorraum ist über eine Leiter und eine Treppe vorne am Fahrzeug erreichbar. Die Hinterachse ist zwillingsbereift.

## Versionen
- BelAZ-7521: Der erste Prototyp, der 1979 gebaut wurde.[5]
- BelAZ-75211: Die erste Serienversion, die von 1983 bis 1989 gebaut wurde. Technisch unterschied er sich vom Prototyp durch zwei Tonnen mehr Eigengewicht und eine Reihe von Verbesserungen.[5]
- BelAZ-75213 (1989–1991): Weiterentwicklung des Modells.[5]
- BelAZ-75214 (1991–1993): Weiterentwicklung des Modells.[5]
- BelAZ-75215 (1993 – Ende der 1990er-Jahre): Weiterentwicklung des Modells.[5]
- BelAZ-75216 (Ende der 1990er-Jahre – 2003): letzte Änderungen, letzte Serienversion.[5]